# Aquaberry
『aquaberry』（アクアベリー）は、MEGの3枚目のアルバムである。2007年4月11日にAZtribeより発売された。

## 概要
前作『Dithyrambos』より約5か月ぶりとなるアルバム。プロデュースは全曲ナカムラヒロシ（i-dep）が務める。
MEGのアルバムで、全曲がクラブ・ミュージックの影響を受けているのは本作が初めてである。この点で、当時MEGは「クラブ・ミュージックが好きなんだ、ということを再認識したことが大きいかもしれないですね。ファースト・アルバムの頃はこちらの感情を訴えるようなものが多かったんですけど、いまは自分の気持ちを訴えるより、みんなで共有できるもののほうがライヴなんかをやっても楽しいんだなって思うようになって。こういうふうに思うきっかけとしては、KAGAMIさんのゲストとして出た〈WIRE05〉が凄く大きかったですね。やっぱり共有できる〈場〉が大事なんだな、と認識した感じもありました」と語っている。

## 批評
CDジャーナルは「甘過ぎないキュートなヴォーカルを活かした、クラブ・ユースなダンサブルなエレクトロ・ポップ・ミュージック集だ。」と批評した。
タワーレコードは「ナカムラヒロシ（i-dep）を全面プロデュースに起用し、前作から半年のスパンで発表されたサード・アルバム。世間的な乙女ハウスのブームともゆるやかにシンクロしつつ、サウンドは前作よりも慎ましやかでソフトな印象か。」と批評した。

## 収録曲
| 全作詞: MEG、全編曲: ナカムラヒロシ。 |                                      |       |            |      |
| #                                     | タイトル                             | 作詞  | 作曲・編曲 | 時間 |
| 1.                                    | 「Stars in the blue sky」            | MEG   |            | 5:00 |
| 2.                                    | 「And then...」                      | MEG   |            | 4:55 |
| 3.                                    | 「Now released」                     | MEG   |            | 5:35 |
| 4.                                    | 「Wave for the wave」                | MEG   |            | 1:01 |
| 5.                                    | 「Girl friend society」              | MEG   |            | 3:28 |
| 6.                                    | 「Moon light」                       | MEG   |            | 4:46 |
| 7.                                    | 「Letter」                           | MEG   |            | 4:45 |
| 8.                                    | 「Stars in the blue sky」(club edit) | MEG   |            | 6:42 |
| 合計時間:                             | 合計時間:                            | 36:12 |            |      |